# Krymskij rajon
Il Krymskij rajon (in russo Крымский район?) è un rajon del Kraj di Krasnodar, in Russia; il capoluogo è Krymsk. Istituito il 2 giugno 1924, ricopre una superficie di circa 1.600 chilometri quadrati e nel 2010 ospitava 74.389 abitanti.